# Белучки језик
Белучки (Балучки) језик (بلۏچی, Balòci) јесте сјеверозападноирански језик који се првенствено говори у регији Белуџистан, која је подијељена између Пакистана, Ирана и Авганистана. Говори га од 3 до 5 милиона људи. Поред Пакистана, Ирана и Авганистана, говори се и у Оману, арапским државама Персијског залива, Туркменистану, источној Африци и у заједницама дијаспоре у другим дијеловима свијета. Према Брајану Спунеру:
Писменост већине говорника белучког језика није на белучком, него на урду у Пакистану и персијском у Авганистану и Ирану. Чак и сада врло мали број Белуџа чита белучки, у било којој од земаља, иако је писмо на којем је штампано у суштини идентично са персијским и урду.
Претпоставља се да је изворна домовина белучког језика била око средишта каспијске регије.